# María Lupita García Zavala
María Guadalupe García Zavala (Zapopan, 27 de abril de 1878 - Guadalajara, 24 de junho de 1963) foi uma religiosa mexicana, co-fundadora da Congregação das Servas de Santa Margarida Maria e dos Pobres. Seus pais são Fortino García Venegas e Refugio Zavala Orozco de García.

## Biografia
Recebeu o sacramento do batismo na paroquia de São Pedro Apóstolo em Zapopan. Recebeu a primeira comunhão em 8 de setembro de 1887, na Basílica de Zapopan. Com 20 anos de idade começou a participar da Conferência da Beata Margarita, filial da conferência de São Vicente de Paulo. Esta Conferência se dedicava exclusivamente às obras de caridade.
Tinha um namoro com Gustavo Arreola, e estando noiva com seus 23 anos, sentiu a chamada do Senhor Jesus para se consagrar numa vida religiosa e se dedicar especialmente aos pobres e enfermos.
Lupita contou suas inquietudes a seu diretor espiritual, o padre Cipriano Iñiguez Martín del Campo, que apoiou a Madre Lupita a fundar uma Congregação Religiosa para atender os enfermos, assim, juntos, no 13 de outubro de 1901, fundaram a Congregação Religiosa das "Servas de Santa Margarida Maria e dos Pobres". Juntos procuraram atender os enfermos, que estavam com dificuldades materiais, e também buscavam sempre atender esses doentes espiritualmente. Durante as épocas de crise a congregação se viu obrigada a mendigar nas ruas para obter fundos.
A partir de 1911 a vida religiosa foi duramente perseguida por diferentes revolucionários como aconteceu com Venustiano Carranza, Álvaro Obregón e principalmente sobre a perseguição religiosa de Plutarco Elías Calles com a chamada Lei Calles. Este foi um período sangrento de perseguição que só terminou em 1936. Naquela época, ser religioso ou sacerdote significava perigo de morte. As irmãs da Madre Lupita durante este período arriscaram sua vida escondidas no hospital do então Arcebispo de Guadalajara, Francisco Orozco y Jiménez e outros sacerdotes.
Na vida da Madre Lupita foram abertas 11 congregações no México e atualmente existem 22 fundações das Servas de Santa Margarida Maria e dos pobres no México, além de Perú (Missão em Camporrendo, lar de idosos e o noviciado em Chachapoyas), Estados Unidos, Islândia, Grécia e Itália.
Madre Lupita morreu, no dia 24 de junho de 1963 em Guadalajara, Jalisco, México com a idade de 85 anos.
Beatificada no dia  25 de abril de 2003, com aprovação da Congregação para as Causas dos Santos a qual reconheceu no final de dezembro de 2003 um milagre atribuído a Madre Lupita.
Foi canonizada no dia 12 de maio de 2013 em Roma pelo Papa Francisco sendo esta sua primeira cerimônia de canonização junto a Laura Montoya e aos Mártires de Otranto.